# Arisa
Pour les articles homonymes, voir Arisa (homonymie).
Rosalba Pippa, connue sous le nom de scène Arisa, née le 20 août 1982 à Gênes, est une chanteuse et actrice italienne.

## Biographie
Rosalba Pippa est née à Gênes, mais après une semaine, la famille est retournée à Pignola, dans la province de Potenza, où elle a grandi.
Son nom de scène, Arisa, est un acronyme composé des premières lettres des noms des membres de sa famille: A-ntonio (son père), R-osalba (elle-même), I-sabella et S-abrina (ses sœurs) et A-sunta (sa mère).
À l'âge de quatre ans, elle participe à un concours de chant, puis participe à des événements régionaux. Enfant, Arisa, autodidacte, acquiert ses connaissances musicales principalement grâce à des enregistrements d'interprètes de renommée qu'elle étudié et se familiarise ainsi avec les techniques de chant et de respiration. À l'âge de 16 ans, elle remporte pour la première fois un concours de chant avec la chanson My All de Mariah Carey. Ensuite, elle apparaît dans de nombreuses discothèques et festivals régionaux.
Après avoir terminé ses études secondaires, à 19 ans Arisa déménage à Milan  pour étudier. Trois ans plus tard, elle retourne chez ses parents dans le sud du pays, où elle travaille comme esthéticienne spécialisée dans le maquillage pour les productions théâtrales. En 2007, elle remporte une bourse du Centro Europeo di Toscolano (CET), un institut fondé par Mogol pour la promotion des jeunes talents musicaux. Elle y fait la connaissance du compositeur Giuseppe Anastasi et est supervisée par les producteurs Maurizio Filardo et Giuseppe Mangiaracina. En décembre 2008, elle participe au concours SanremoLab et remporte l'une des deux places qualifiées pour participer à la catégorie Nuove Proposte du festival de Sanremo.
En février 2009, au festival de Sanremo, Arisa remporte le prix dans la catégorie Nuove Proposte avec la chanson Sincerità et reçoit le prix Mia Martini Critics Award. La chanson atteint immédiatement la première place du hit-parade italien. En 2010, elle participe de nouveau avec les sœurs Marinetti au Festival de Sanremo avec Malamorenò, terminant 9e. Au festival de 2012, elle atteint la deuxième place avec La notte et remporte le festival de Sanremo 2014 avec Controvento ,.
En 2011-2012, Arisa est membre du jury lors de l'émission de casting X Factor. Alors qu’elle travaille comme co-animatrice au festival de Sanremo 2015, elle participe en tant que chanteuse en 2016 avec la chanson Guardando il cielo , terminant à la 10e place.
En 2012, elle tourne dans le film de Neri Parenti Colpi i fulmine.
En 2014, la chanteuse remporte la 64e édition du Festival de Sanremo avec la chanson Controvento.
Le 9 février 2018, Arisa est invitée au Festival de Sanremo pour chanter en duo avec Giovanni Caccamo (it) la chanson Eterno, à l'occasion de la soirée dédiée aux duos.
Le 5 et 12 mai 2018, elle est juré lors des cinquième et sixième épisodes du talent show Amici de Maria De Filippi, remplaçant l'acteur Marco Bocci.
En 2020, elle participe à la version italienne de l'émission The Masked Singer, intitulée Il Cantante maschierato, sous le costume du caniche et est éliminée lors de la deuxième émission.
En 2021, elle participe au Festival de Sanremo où elle termine dixième avec la chanson Potevi fare di più. 
À la fin de la même année, il participe à Danse avec les stars, où il gagne en couple avec le danseur Vito Coppola.
En 2022, Arisa est invitée au Festival de Sanremo pour chanter Fino all'alba lors de la deuxième soirée ; elle interprète également Cambiare de Alex Baroni en duo avec AKA 7even (it), à l'occasion de la soirée des reprises.

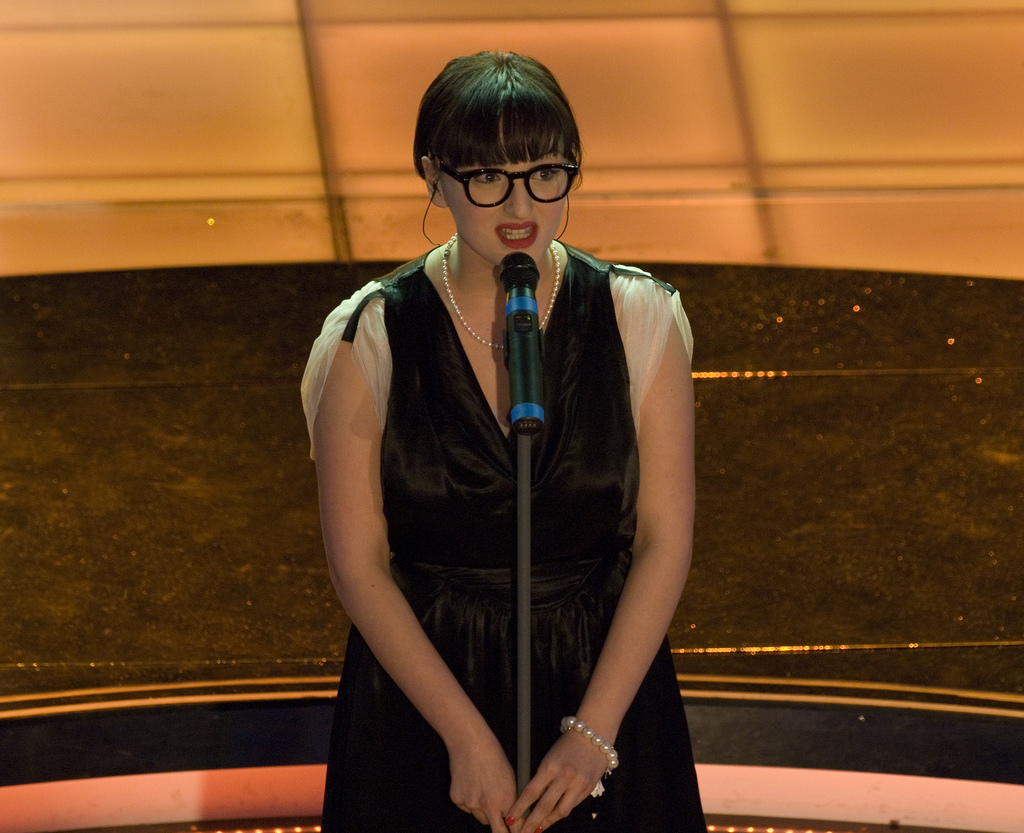
Arisa au Festival de Sanremo en 2009
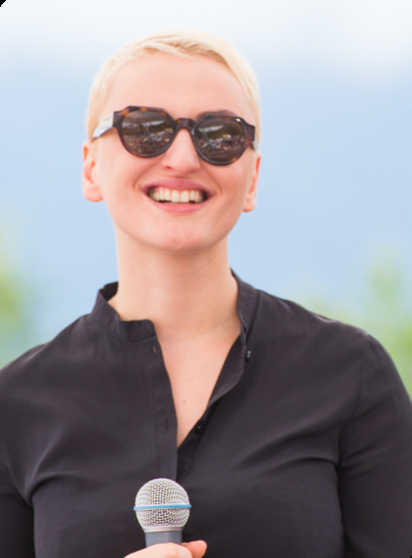
Arisa en 2014 à Montjovet.
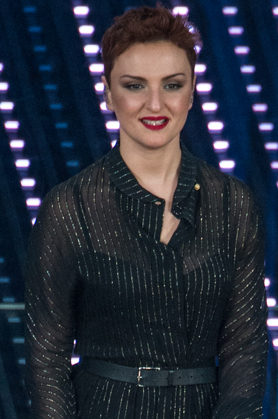
Arisa au Festival de Sanremo 2016.

## Filmographie
- 2011 : Tutta colpa della musica (it) de Ricky Tognazzi
- 2011 : La peggior settimana della mia vita (it) d'Alessandro Genovesi[13]
- 2012 : Colpi di fulmine de Neri Parenti
- 2017 : La verità, vi spiego, sull'amore (it) de Max Croci
- 2017 : Nove lune e mezza (it) de Michela Andreozzi (it)